# Yves Bertrand Ndongo Meye
Yves Bertrand Ndongo Meye (Camerun, 1990), més conegut com a Bertrand Ndongo, és un activista polític camerunès resident a Espanya, afiliat al partit polític espanyol Vox.

## Biografia
És fill d'un ciutadà camerunès acomodat i amb estudis, que treballava per a UNICEF. Quan tenia cinc anys, la seva mare es va separar del seu pare a causa de la poligàmia d'aquest últim. Per això, van ser els parents de Ndongo els qui principalment es van fer càrrec de la seva educació, encara que també va passar algun temps sota la tutela de diverses institucions eclesiàstiques del país. Posteriorment, Ndongo va conèixer al Gabon una missionera espanyola, amb la qual va iniciar una relació sentimental. A l'edat de vint anys, en 2010, es va traslladar a Espanya amb la seva parella embarassada i va començar a treballar com a netejador a la ciutat madrilenya d'Alcorcón, on va arribar a ascendir fins a gerent de l'empresa. A data de 2020, era pare de tres fills.
El maig de 2023, Twitter va tornar a suspendre el compte de Ndongo, aquesta vegada per mofar-se del polític espanyol Pablo Echenique. Concretament, Ndongo es va burlar de la discapacitat d'Echenique, recriminant-li que titllés a la dreta espanyola de «ganduls» quan ell mateix no podia «treure's la picha per a pixar».